# Giro del Delfinato 2005
Il Giro del Delfinato 2005, cinquantasettesima edizione della corsa ciclistica e valevole come quattordicesima prova del circuito UCI ProTour, si svolse in sette tappe più un cronoprologo iniziale dal 5 al 12 giugno 2005, per un percorso totale di 1149,4 km. Fu vinto dallo spagnolo Iñigo Landaluze, che terminò in 28h24'46".

## Tappe
| Tappa  | Data      | Percorso                         | km      | Vincitore di tappa  | Leader cl. generale |
| ------ | --------- | -------------------------------- | ------- | ------------------- | ------------------- |
| Prol.  | 5 giugno  | Aix-les-Bains (Cron. ind.)       | 7,9     | George Hincapie     | George Hincapie     |
| 1ª     | 6 giugno  | Aix-les-Bains > Givors           | 224     | Thor Hushovd        | George Hincapie     |
| 2ª     | 7 giugno  | Givors > Chauffailles            | 187     | Samuel Dumoulin     | Samuel Dumoulin     |
| 3ª     | 8 giugno  | Roanne > Roanne (Cron. ind.)     | 46,5    | Santiago Botero     | Levi Leipheimer     |
| 4ª     | 9 giugno  | Tournon-sur-Rhône > Mont Ventoux | 182     | Aleksandr Vinokurov | Levi Leipheimer     |
| 5ª     | 10 giugno | Vaison-la-Romaine > Grenoble     | 219     | Axel Merckx         | Iñigo Landaluze     |
| 6ª     | 11 giugno | Albertville > Morzine-Avoriaz    | 155     | Santiago Botero     | Iñigo Landaluze     |
| 7ª     | 12 giugno | Morzine-Avoriaz > Sallanches     | 128     | George Hincapie     | Iñigo Landaluze     |
| Totale | Totale    | Totale                           | 1 149,4 |                     |                     |

## Squadre e corridori partecipanti
Presero parte alla prova le venti squadre con licenza UCI ProTeam. L'unica ammessa tramite l'assegnazione di wild-card fu l'AG2R Prévoyance.
| N.      | Cod. | Squadra                        |
| ------- | ---- | ------------------------------ |
| 1-8     | DSC  | Discovery Channel              |
| 11-17   | TMO  | T-Mobile Team                  |
| 21-28   | C.A  | Crédit Agricole                |
| 31-38   | IBA  | Illes Balears-Caisse d'Epargne |
| 41-48   | FDJ  | Française des Jeux             |
| 51-58   | PHO  | Phonak Hearing Systems         |
| 61-68   | CSC  | Team CSC                       |
| 71-78   | GST  | Gerolsteiner                   |
| 81-88   | QST  | Quick Step-Innergetic          |
| 91-98   | LSW  | Liberty Seguros-Würth          |
| 101-108 | RAB  | Rabobank                       |

| N.      | Cod. | Squadra                          |
| ------- | ---- | -------------------------------- |
| 111-118 | COF  | Cofidis, le Crédit par Téléphone |
| 121-128 | FAS  | Fassa Bortolo                    |
| 131-138 | BTL  | Bouygues Télécom                 |
| 141-148 | LIQ  | Liquigas-Bianchi                 |
| 151-158 | DVL  | Davitamon-Lotto                  |
| 161-167 | LAM  | Lampre-Caffita                   |
| 171-177 | SDV  | Saunier Duval-Prodir             |
| 181-186 | EUS  | Euskaltel-Euskadi                |
| 191-198 | SDM  | Domina Vacanze                   |
| 201-208 | A2R  | AG2R Prévoyance                  |

## Dettagli delle tappe

### Prologo
- 5 giugno: Aix-les-Bains – Cronometro individuale – 7,9 km

Risultati
| Pos. | Corridore       | Squadra         | Tempo   |
| ---- | --------------- | --------------- | ------- |
| 1    | George Hincapie | Discovery Ch.   | 9'55"00 |
| SQ   | Levi Leipheimer | Gerolsteiner    | a 1"    |
| 3    | Andrej Kašečkin | Crédit Agricole | a 3"    |

| Pos. | Corridore       | Squadra         | Tempo |
| ---- | --------------- | --------------- | ----- |
| 1    | George Hincapie | Discovery Ch.   | 9'55" |
| SQ   | Levi Leipheimer | Gerolsteiner    | a 1"  |
| 3    | Andrej Kašečkin | Crédit Agricole | a 3"  |

### 1ª tappa
- 6 giugno: Aix-les-Bains > Givors – 224 km

Risultati
| Pos. | Corridore           | Squadra         | Tempo    |
| ---- | ------------------- | --------------- | -------- |
| 1    | Thor Hushovd        | Crédit Agricole | 5h10'55" |
| 2    | Robert Hunter       | Phonak          | s.t.     |
| 3    | Juan Antonio Flecha | Fassa Bortolo   | s.t.     |

| Pos. | Corridore       | Squadra         | Tempo    |
| ---- | --------------- | --------------- | -------- |
| 1    | George Hincapie | Discovery Ch.   | 5h20'50" |
| SQ   | Levi Leipheimer | Gerolsteiner    | a 1"     |
| 3    | Andrej Kašečkin | Crédit Agricole | a 3"     |

### 2ª tappa
- 7 giugno: Givors > Chauffailles – 187 km

Risultati
| Pos. | Corridore        | Squadra       | Tempo    |
| ---- | ---------------- | ------------- | -------- |
| 1    | Samuel Dumoulin  | AG2R Prév.    | 4h47'06" |
| 2    | Anthony Charteau | Bouygues Tél. | s.t.     |
| 3    | Frédéric Finot   | F. des Jeux   | s.t.     |

| Pos. | Corridore        | Squadra       | Tempo     |
| ---- | ---------------- | ------------- | --------- |
| 1    | Samuel Dumoulin  | AG2R Prév.    | 10h08'06" |
| 2    | Frédéric Finot   | F. des Jeux   | a 20"     |
| 3    | Anthony Charteau | Bouygues Tél. | a 21"     |

### 3ª tappa
- 8 giugno: Roanne > Roanne – Cronometro individuale – 46,5 km

Risultati
| Pos. | Corridore       | Squadra       | Tempo    |
| ---- | --------------- | ------------- | -------- |
| 1    | Santiago Botero | Phonak        | 1h00'06" |
| SQ   | Levi Leipheimer | Gerolsteiner  | a 1"     |
| SQ   | Lance Armstrong | Discovery Ch. | a 25"    |

| Pos. | Corridore       | Squadra       | Tempo     |
| ---- | --------------- | ------------- | --------- |
| SQ   | Levi Leipheimer | Gerolsteiner  | 11h11'20" |
| 2    | Santiago Botero | Phonak        | a 12"     |
| SQ   | Lance Armstrong | Discovery Ch. | a 30"     |

### 4ª tappa
- 9 giugno: Tournon-sur-Rhône > Mont Ventoux – 182 km

Risultati
| Pos. | Corridore            | Squadra       | Tempo    |
| ---- | -------------------- | ------------- | -------- |
| 1    | Aleksandr Vinokurov  | T-Mobile      | 4h07'23" |
| 2    | José Gómez Marchante | Saunier Duval | a 6"     |
| 3    | Wim Van Huffel       | Davitamon     | a 16"    |

| Pos. | Corridore           | Squadra       | Tempo     |
| ---- | ------------------- | ------------- | --------- |
| SQ   | Levi Leipheimer     | Gerolsteiner  | 15h19'29" |
| SQ   | Lance Armstrong     | Discovery Ch. | a 21"     |
| 3    | Aleksandr Vinokurov | T-Mobile      | a 26"     |

### 5ª tappa
- 10 giugno: Tournon-sur-Rhône > Mont Ventoux – 182 km

Risultati
| Pos. | Corridore       | Squadra       | Tempo    |
| ---- | --------------- | ------------- | -------- |
| 1    | Axel Merckx     | Davitamon     | 5h15'01" |
| 2    | Iñigo Landaluze | Euskaltel     | a 2'15"  |
| 3    | Benjamín Noval  | Discovery Ch. | a 5'45"  |

| Pos. | Corridore       | Squadra      | Tempo     |
| ---- | --------------- | ------------ | --------- |
| 1    | Iñigo Landaluze | Euskaltel    | 20h41'15" |
| 2    | Axel Merckx     | Davitamon    | a 2'32"   |
| SQ   | Levi Leipheimer | Gerolsteiner | a 2'51"   |

### 6ª tappa
- 11 giugno: Albertville > Morzine-Avoriaz – 155 km

Risultati
| Pos. | Corridore         | Squadra       | Tempo    |
| ---- | ----------------- | ------------- | -------- |
| 1    | Santiago Botero   | Phonak        | 4h30'54" |
| 2    | David Moncoutié   | Cofidis       | a 23"    |
| 3    | Francisco Mancebo | Illes Balears | a 53"    |

| Pos. | Corridore       | Squadra      | Tempo     |
| ---- | --------------- | ------------ | --------- |
| 1    | Iñigo Landaluze | Euskaltel    | 25h16'36" |
| 2    | Santiago Botero | Phonak       | a 49"     |
| SQ   | Levi Leipheimer | Gerolsteiner | a 1'16"   |

### 7ª tappa
- 12 giugno: Morzine-Avoriaz > Sallanches – 128 km

Risultati
| Pos. | Corridore        | Squadra       | Tempo    |
| ---- | ---------------- | ------------- | -------- |
| 1    | George Hincapie  | Discovery Ch. | 3h07'10" |
| 2    | Jaroslav Popovyč | Discovery Ch. | s.t.     |
| SQ   | Lance Armstrong  | Discovery Ch. | a 22"    |

| Pos. | Corridore       | Squadra      | Tempo     |
| ---- | --------------- | ------------ | --------- |
| 1    | Iñigo Landaluze | Euskaltel    | 28h24'46" |
| 2    | Santiago Botero | Phonak       | a 11"     |
| SQ   | Levi Leipheimer | Gerolsteiner | a 38"     |

## Evoluzione delle classifiche
| Tappa              | Vincitore           | Classifica generale Maglia gialla | Classifica della montagna Maglia a pois | Classifica combinata Maglia azzurra | Classifica a punti Maglia verde | Classifica per squadra |
| ------------------ | ------------------- | --------------------------------- | --------------------------------------- | ----------------------------------- | ------------------------------- | ---------------------- |
| Prologo            | George Hincapie     | George Hincapie                   | Alberto Contador                        | non assegnata                       | George Hincapie                 | Phonak Hearing Systems |
| 1ª                 | Thor Hushovd        | George Hincapie                   | Francis Mourey                          | George Hincapie                     | George Hincapie                 | ?                      |
| 2ª                 | Samuel Dumoulin     | Samuel Dumoulin                   | Frédéric Finot                          | ?                                   | Samuel Dumoulin                 | AG2R Prevoyance        |
| 3ª                 | Santiago Botero     | Levi Leipheimer                   | Frédéric Finot                          | Levi Leipheimer                     | Samuel Dumoulin                 | Phonak Hearing Systems |
| 4ª                 | Aleksandr Vinokurov | Levi Leipheimer                   | Aleksandr Vinokurov                     | ?                                   | Levi Leipheimer                 | Phonak Hearing Systems |
| 5ª                 | Axel Merckx         | Iñigo Landaluze                   | Aleksandr Vinokurov                     | Axel Merckx                         | Levi Leipheimer                 | Phonak Hearing Systems |
| 6ª                 | Santiago Botero     | Iñigo Landaluze                   | José Iván Gutiérrez                     | Santiago Botero                     | Santiago Botero                 | Phonak Hearing Systems |
| 7ª                 | George Hincapie     | Iñigo Landaluze                   | José Iván Gutiérrez                     | Christophe Moreau                   | Lance Armstrong                 | Discovery Channel      |
| Classifiche finali | Classifiche finali  | Iñigo Landaluze                   | José Iván Gutiérrez                     | Christophe Moreau                   | Lance Armstrong                 | Discovery Channel      |

## Classifiche finali

### Classifica generale - Maglia gialla
| Pos. | Corridore            | Squadra         | Tempo     |
| ---- | -------------------- | --------------- | --------- |
| 1    | Iñigo Landaluze      | Euskaltel       | 28h24'46" |
| 2    | Santiago Botero      | Phonak          | a 11"     |
| SQ   | Levi Leipheimer      | Gerolsteiner    | a 38"     |
| SQ   | Lance Armstrong      | Discovery Ch.   | a 59"     |
| 5    | Aleksandr Vinokurov  | T-Mobile        | a 1'02"   |
| 6    | David Moncoutié      | Cofidis         | a 1'56"   |
| 7    | José Gómez Marchante | Saunier Duval   | a 3'54"   |
| 8    | Marzio Bruseghin     | Fassa Bortolo   | a 3'58"   |
| 9    | Andrej Kašečkin      | Crédit Agricole | a 5'04"   |
| 10   | Francisco Mancebo    | Illes Balears   | a 6'20"   |

### Classifica scalatori - Maglia a pois
| Pos. | Corridore            | Squadra       | Punti |
| ---- | -------------------- | ------------- | ----- |
| 1    | José Iván Gutiérrez  | Illes Balears | 96    |
| 2    | Sylvain Calzati      | AG2R Prév.    | 67    |
| 3    | Massimo Giunti       | Fassa Bortolo | 62    |
| 4    | Aleksandr Vinokurov  | T-Mobile      | 61    |
| 5    | José Gómez Marchante | Saunier Duval | 61    |

### Classifica a punti
| Pos. | Corridore           | Squadra       | Punti |
| ---- | ------------------- | ------------- | ----- |
| SQ   | Lance Armstrong     | Discovery Ch. | 63    |
| 2    | Santiago Botero     | Phonak        | 62    |
| 3    | George Hincapie     | Discovery Ch. | 59    |
| SQ   | Levi Leipheimer     | Gerolsteiner  | 59    |
| 5    | Aleksandr Vinokurov | T-Mobile      | 58    |

### Classifica squadre
| Pos. | Squadra                | Tempo     |
| ---- | ---------------------- | --------- |
| 1    | Discovery Channel      | 85h30'51" |
| 2    | Phonak Hearing Systems | a 6'50"   |
| 3    | Saunier Duval-Prodir   | a 11'29"  |
| 4    | Crédit Agricole        | a 11'29"  |
| 5    | Davitamon-Lotto        | a 11'29"  |

## Punteggi UCI
| Pos. | Corridore            | Squadra         | Punti |
| ---- | -------------------- | --------------- | ----- |
| 1    | Iñigo Landaluze      | Euskaltel       | 50    |
| 2    | Santiago Botero      | Phonak          | 42    |
| SQ   | Levi Leipheimer      | Gerolsteiner    | 35    |
| SQ   | Lance Armstrong      | Discovery Ch.   | 30    |
| 5    | Aleksandr Vinokurov  | T-Mobile        | 26    |
| 6    | David Moncoutié      | Cofidis         | 20    |
| 7    | José Gómez Marchante | Saunier Duval   | 15    |
| 8    | Marzio Bruseghin     | Fassa Bortolo   | 10    |
| 9    | Andrej Kašečkin      | Crédit Agricole | 5     |
| 10   | George Hincapie      | Discovery Ch.   | 2     |
| 11   | Francisco Mancebo    | Illes Balears   | 1     |
| 12   | Thor Hushovd         | Crédit Agricole | 1     |
| 13   | Axel Merckx          | Davitamon       | 1     |

| Pos. | Squadra                          | Punti |
| ---- | -------------------------------- | ----- |
| 1    | Discovery Channel                | 20    |
| 2    | Phonak Hearing Systems           | 19    |
| 3    | Saunier Duval-Prodir             | 18    |
| 4    | Crédit Agricole                  | 17    |
| 5    | Davitamon-Lotto                  | 16    |
| 6    | T-Mobile Team                    | 15    |
| 7    | Fassa Bortolo                    | 14    |
| 8    | Illes Balears-Caisse d'Epargne   | 13    |
| 11   | Rabobank                         | 11    |
| 12   | Cofidis, le Crédit par Téléphone | 10    |
| 13   | Team CSC                         | 9     |
| 14   | Bouygues Télécom                 | 8     |
| 15   | Française des Jeux               | 7     |
| 16   | Lampre-Caffita                   | 6     |
| 17   | Domina Vacanze                   | 5     |